# Kicsi Antal
Kicsi Antal, álnevei: Merő Gábor, Torjai Antal. (Torja, 1936. augusztus 24. – Székelyudvarhely, 1980. november 27.) romániai magyar irodalomtörténész, műfordító, kritikus. Olosz Katalin férje.

## Életútja
Tanítóképzőt végzett Székelykeresztúron (1953), a Bolyai Tudományegyetemen szerzett magyar nyelv és irodalom szakos középiskolai tanári képesítést (1958), majd a Babeș–Bolyai Tudományegyetemen Tompa Lászlóról írt értekezésével doktorált (1978). Pályáját a gyergyóalfalusi általános iskola tanáraként kezdte; a Tankönyvkiadó marosvásárhelyi szerkesztőségének tagja, az újonnan szervezett Pedagógiai Főiskola lektora (1960–74). Végül az Al. Papiu-Ilarian Líceumban tanított (1974–1980).

## Munkássága
Petőfi-ereklyék című első írását a Vörös Zászló közölte (1956). Irodalomtörténeti tanulmányai és műfordításai a Brassói Lapok, Hargita, Ifjúmunkás, Igaz Szó, Korunk, Nyelv- és Irodalomtudományi Közlemények, Tanügyi Újság hasábjain jelentek meg. Kutatási területe a romániai magyar irodalom két világháború közötti időszaka. Tanulmányaiban az alapos anyagismeret finom kritikai érzékkel és szépirodalmi árnyaltságú értekező stílussal párosult. Összegező jellegű sorozatában (A romániai magyar irodalom dokumentumaiból I-XXXVIII. Vörös Zászló, 1971. okt. 31. – 1974. máj. 13.) az Erdélyi Szépmíves Céh történetével és íróival foglalkozik, s a könyvkiadás, a sajtótörténet, az írói levelezések világába nyújt betekintést. A Brassói Lapokban a Kis irodalomtörténet fejléc alá foglalt Romániai magyar irodalom című sorozata 52 írói arcképből áll, Asztalos Istvántól Varró Dezsőig.
Latinból készített műfordításai a Kovásznai Sándor válogatott írásaiból Az ész igaz útján cím alatt sajtó alá rendezett kötetben és a Kóbor poéta vallomása című antológiában (1970) jelentek meg. A román költők közül a kortársak, köztük Al. Andrițoiu, Camil Baltazar, Mihai Beniuc, Ana Blandiana, Victor Eftimiu, Victor Felea, Eugen Frunză, Romulus Guga, Traian Iancu, Dan Laurențiu, Miron Scorobete, Zaharia Stancu, Cicerone Theodorescu és Tiberiu Utan verseiből fordított, zömmel a Vörös Zászló számára. Fordításában közölte a Hargita folytatásokban Haralamb Zincă egy regényét Éjféli telefon cím alatt. Gondozásában és bevezető tanulmányával jelent meg Kováts József Emberek útra kelnek című regényét és elbeszéléseit tartalmazó kötete (1970); ő válogatta és látta el előszóval a Tanulók Könyvtára számára Tompa László verseit (Tavaszi eső zenéje Kolozsvár, 1980).

## Munkái
- Kováts József (monográfia, 1969)
- A marosvásárhelyi "Zord Idő" (Kocziány Lászlóval, a Pedagógiai Főiskola tanulmánykötetében, Marosvásárhely, 1969)
- Tompa László (monográfia, 1978)
- Balázs Ferenc (monográfia, Mikó Imrével és Horváth Sz. Istvánnal, 1983)
- Verskötete kéziratban